# Manius Papirius Crassus
Pour les articles homonymes, voir Papirius Crassus.
Manius Papirius Crassus est un homme politique de la République romaine, consul en 441 av. J.-C.

## Famille
Il est membre des Papirii Crassi, patriciens romains formant une branche de la gens des Papirii. Son praenomen est Marcus selon Tite-Live mais Manius selon Diodore de Sicile.

## Biographie
Crassus atteint le consulat en 441 av. J.-C. avec Caius Furius Pacilus Fusus pour collègue. Bien que leur mandat se déroule en période de paix, les consuls repoussent la proposition du tribun de la plèbe Poetilius qui souhaite légiférer afin d'attribuer des terres aux plébéiens,.